# Санта-Мария-да-Фейра (Бежа)
Санта-Мария-да-Фейра (порт.  Santa Maria da Feira) — фрегезия (район) в муниципалитете Бежа округа Бежа в Португалии. Территория — 15,6 км². Население — 3577 жителей. Плотность населения — 229,4 чел/км².

## Города-побратимы
- Жуэ-ле-Тур (Франция, с 1989)